# Collegio di Dudley
Dudley è un collegio elettorale inglese situato nella contea delle West Midlands, nella regione delle Midlands Occidentali, rappresentato alla Camera dei comuni del Parlamento del Regno Unito. Elegge un membro del parlamento con il sistema first-past-the-post, ossia maggioritario a turno unico; l'attuale parlamentare è Sonia Kumar del Partito Laburista, che rappresenta il collegio dal 2024.

## Estensione
- 1918-1950: il borgo di Dudley e la parrocchia civile di Dudley Castle Hill.
- 1950-1974: il borgo di Dudley e quello di Stourbridge.
- dal 2024: i ward del borgo metropolitano di Dudley di Brockmoor and Pensnett, Castle & Priory, Gornal, St James's, St Thomas's, Sedgley e Upper Gornal and Woodsetton.[1]

## Membri del parlamento
| Elezione | Elezione           | Deputato                     | Partito               |
| -------- | ------------------ | ---------------------------- | --------------------- |
|          | 1832               | John Campbell                | Whigs                 |
|          | Mar 1834 (S)       | Thomas Hawkes                | Tory                  |
|          | Dic 1834           | Thomas Hawkes                | Conservatore          |
| 1844 (S) | John Benbow        |                              | Conservatore          |
| 1855 (S) | Stafford Northcote |                              | Conservatore          |
|          | 1857               | Henry Brinsley Sheridan      | Indipendente          |
|          | 1859               | Henry Brinsley Sheridan      | Liberale              |
|          | 1886               | Brooke Robinson              | Conservatore          |
|          | 1906               | Arthur George Hooper         | Liberale              |
|          | Dic 1910           | Sir Arthur Griffith-Boscawen | Conservatore          |
|          | 1945               | James Wilson                 | Laburista             |
|          | 1922               | Cyril Lloyd                  | Conservatore          |
|          | 1929               | Oliver Baldwin               | Laburista             |
|          | 1931               | Dudley Joel                  | Conservatore          |
| 1941 (S) | Cyril Lloyd        |                              | Conservatore          |
|          | 1945               | George Wigg                  | Laburista             |
|          | 1968 (S)           | Donald Williams              | Conservatore          |
|          | 1970               | John Gilbert                 | Laburista             |
|          | Feb 1974           | Collegio abolito             | Collegio abolito      |
|          | 2024               | Collegio ri-istituito        | Collegio ri-istituito |
|          | 2024               | Sonia Kumar                  | Laburista             |

## Elezioni

### Elezioni negli anni 2020
| Partito                    | Partito                                      | Candidato                  | Risultati 4 luglio 2024 | Risultati 4 luglio 2024 |
| Partito                    | Partito                                      | Candidato                  | Voti                    | %                       |
| -------------------------- | -------------------------------------------- | -------------------------- | ----------------------- | ----------------------- |
|                            | Laburista                                    | Sonia Kumar                | 12 215                  | 34,12                   |
|                            | Conservatore                                 | Marco Longhi               | 10 315                  | 28,82                   |
|                            | Reform UK                                    | Andrew Southall            | 9 442                   | 26,38                   |
|                            | Verdi                                        | Zia Qari                   | 1 154                   | 3,22                    |
|                            | Lib Dem                                      | Ian Flynn                  | 1 056                   | 2,95                    |
|                            | Indipendente                                 | Shakeela Bibi              | 857                     | 2,39                    |
|                            | Workers                                      | Aftab Hussain              | 621                     | 1,73                    |
|                            | Indipendente                                 | Dharmanand Mortha          | 136                     | 0,38                    |
|                            |                                              |                            |                         |                         |
| Iscritti                   | Iscritti                                     | Iscritti                   | 70 151                  | 100,00                  |
| ↳ Votanti (% su iscritti)  | ↳ Votanti (% su iscritti)                    | ↳ Votanti (% su iscritti)  | 35 796                  | 51,03                   |
| ↳ Astenuti (% su iscritti) | ↳ Astenuti (% su iscritti)                   | ↳ Astenuti (% su iscritti) | 34 355                  | 48,97                   |
|                            |                                              |                            |                         |                         |
|                            | Esito: collegio a Laburista (nuovo collegio) |                            |                         |                         |